# Ossenkoppelerhoek
Ossenkoppelerhoek is een wijk in het zuidwesten van de Nederlandse stad Almelo. De wijk is relatief oud met vooroorlogse woningen (20%), naoorlogse woningen (24%) en woningen uit de periode 1960-1970 (56%). Het westelijk deel van de Ossenkoppelerhoek kenmerkt zich door stedelijke buurtjes met betaalbare woningen en appartementen. In het oostelijk deel is meer laagbouw en zijn meer eigen woningen.
De oostkant van de wijk is helder afgebakend door de Spoorlijn Almelo - Salzbergen, zodat de Anjelierstraat er net buiten valt. De zuidrand volgt ruwweg de Weezebeek, met aan de overkant het Erve Asito, beter bekend als Polman Stadion. In het westen loopt de wijk door tot de Almelose Aa, die voorbij het Beeklustpark samenstroomt met de Weezebeek. Dit geheel maakt deel uit van de groene longen van Almelo. Het noorden van de wijk heeft een zigzaggende begrenzing, met een stukje Berlagelaan en verder de Jacob van Campenstraat, het zuidelijk deel van het Acaciaplein en de Schoolstraat, die binnen de wijk vallen.
Van het spoor tot de Aa is de grootste lengte van de wijk bijna 2½ kilometer, bij een oppervlakte van 1,36 km². 
Omliggende wijken zijn  Nieuwstraat-Kwartier (noord), De Riet (oost), Windmolenbroek (zuid) en Wierdensehoek (west). Doorgaande noord-zuidverbindingen zijn de Windmolenbroeksweg en de Henriëtte Roland Holstlaan, waartussen de Rembrandtlaan een dwarsverbinding vormt.
Sinds jaren kenmerkend voor de wijk zijn de oude fietsen die op veel straathoeken staan, elk met een bloemenkrat. Dit Bloeiende fietsenproject moet bijdragen aan de leefbaarheid en wordt in stand gehouden door een vaste fietsverzorger.

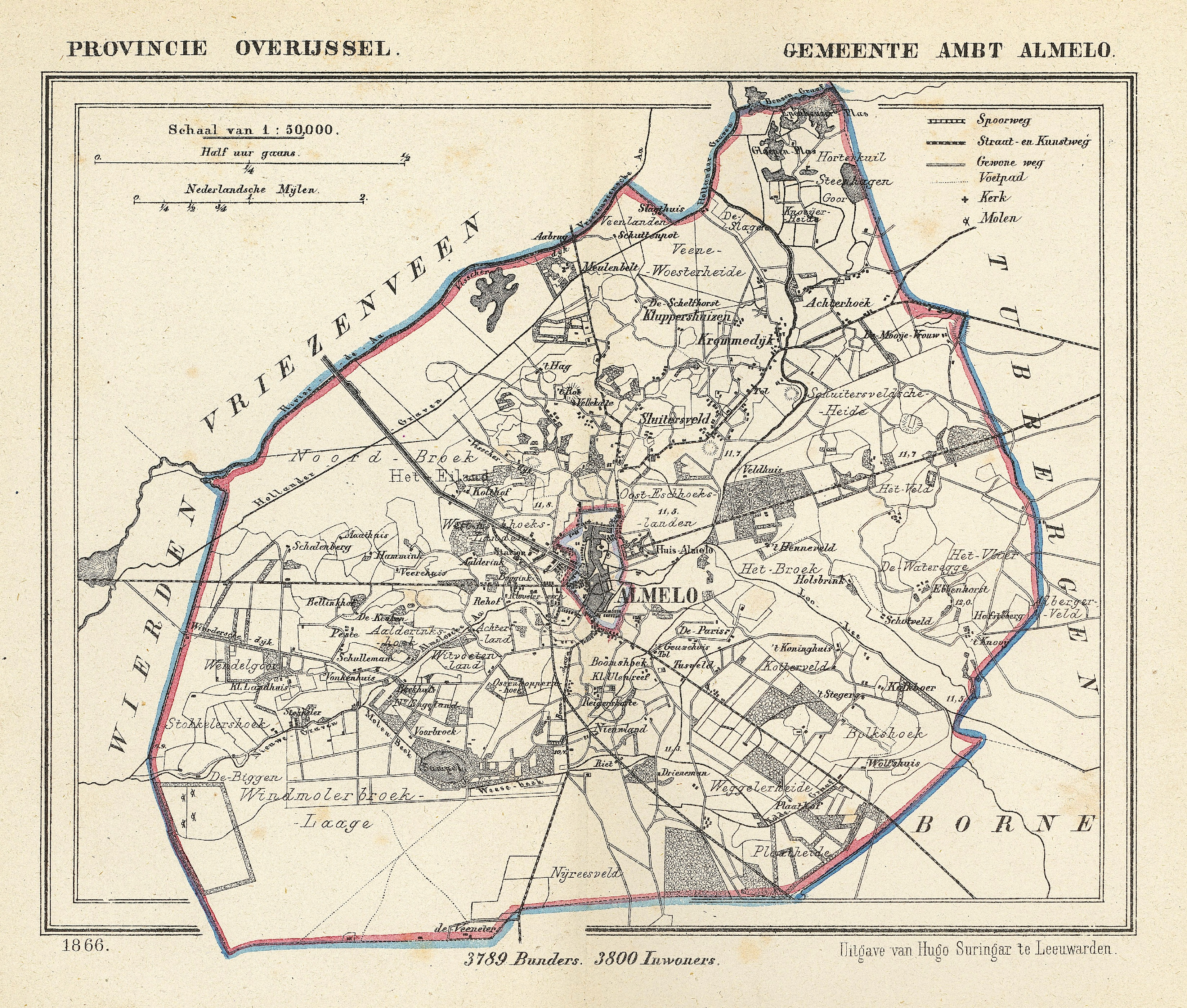
De 'Ossenkoppern hoek' is nog een landelijk gebied op deze kaart van het Ambt Almelo uit 1866, gelegen iets ten zuidwesten van het oude centrum.

Stad: Almelo      Dorpen: Aadorp · Bornerbroek · Mariaparochie (deels)      Buurtschappen: Tusveld · Bavinkel · Deldenerbroek (deels)

Wijken: Binnenstad · De Riet · Noorderkwartier · Sluitersveld · Wierdensehoek · Nieuwstraat-Kwartier · Ossenkoppelerhoek · Hofkamp · Schelfhorst · Windmolenbroek

Voormalige gemeenten: Ambt Almelo · Stad Almelo

Overijssel · Steden en dorpen in Overijssel      Nederland · Provincies · Gemeenten